# Michael Bach
Michael Bach (Worms, 17 aprile 1958) è un violoncellista e compositore tedesco.

## Biografia
Michael Bach (nome d’arte Michael Bach Bachtischa), ha studiato il violoncello con Gerhard Mantel, Boris Pergamenschikow, Pierre Fournier e János Starker, svolgendo successivamente un’intensa attività concertistica, discografica e radiotelevisiva in Europa, America e Giappone.  In parallelo, ha dato importanti contributi teorici, in particolare la sua pubblicazione Fingerboards & Overtones, un testo pionieristico sulla tecnica violoncellistica contemporanea e gli suoni armonici. La sua riflessione sulle opere per violoncello e violino di J. S. Bach e sull’esecuzione polifonica in generale l’ha portato a sviluppare un nuovo modello d’arco curvo, il cosiddetto BACH.Bogen, ispirandosi alle più recenti scoperte in dendrologia, ergonomia ed acustica. Il BACH.Bogen (o BACH.Bow) permette di suonare accordi a tre e a quattro corde, realizzando sul violoncello, il violino e la viola una polifonia realmente simultanea, simile a quella dell'organo. Dal 1997 al 2001 Mstislav Rostropovič fu coinvolto nella sua elaborazione e invitò Michael Bach a Parigi nell’ambito del settimo concorso di violoncello Rostropovič . Nel 2012, il BACH.Bogen ricevette il 1º Premio all’esibizione di Arnstadt intitolata BACHLÄUFE - Johann Sebastian Bachs Spuren in der Moderne. Fra i compositori contemporanei che si sono interessati al BACH.Bogen spiccano John Cage, Dieter Schnebel, Walter Zimmermann e Hans Zender. 

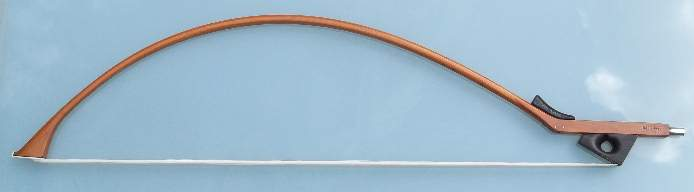
arco curvo Il BACH.Bogen

Come compositore, Michael Bach si considera libero da convenzioni di scrittura. Ad esempio le sue composizioni non hanno indicazioni di misura. Fanno tuttavia eccezione alcune creazioni elettroniche come NURHAUFFÜGUR e Röhrenstücke le quali richiedono un tempo rigoroso per tutta la durata dell’esecuzione.
Michael Bach realizza anche delle installazioni di corde e delle installazioni sonore in collaborazione con la visual artist Renate Hoffleit.  I due artisti interagiscono tra loro in una performance sonora e visiva.
I riconoscimenti ricevuti da Michael Bach per il suo lavoro di compositore includono i premi Gaudeamus Prize Amsterdam, Kranichstein Prize Darmstadt, Record Academy Prize Japan e Millennium Prize Würzburg.

## Scritti
- Fingerboards & Overtones, Bilder, Grundlagen und Entwürfe eines neuen Cellospiels, edition spangenberg, Monaco, 1991, ISBN 3-89409-063-4 [6]
- Der BACH-Bogen, in «Neue Zeitschrift für Musik», Magonza 5/1996
- Die Suiten für Violoncello von Johann Sebastian Bach, in «Das Orchester», Magonza, Schott Musik, 7-8/1997 [7]
- Neue Klangfarben und Nuancen beim Spiel, in «Neue Musikzeitung», Regensburg 5/1997 [8]